# Fußball-Weltmeisterschaft 2010/Finalrunde
Die Finalrunde der Fußball-Weltmeisterschaft 2010 war ein vom 26. Juni bis 11. Juli 2010 ausgetragener Bestandteil der 19. Fußball-Weltmeisterschaft der Männer in Südafrika. Dieser Artikel behandelt die einzelnen Spiele dieser Finalrunde und ihre Resultate.

## Übersicht

### Qualifizierte Teams
Durch ihre Ergebnisse in der Gruppenphase der Fußball-Weltmeisterschaft in Südafrika hatten sich 16 Mannschaften für die Finalrunde qualifiziert:
| Gruppe A   | Gruppe B       | Gruppe C              | Gruppe D       |
| ---------- | -------------- | --------------------- | -------------- |
| 1. Uruguay | 1. Argentinien | 1. Vereinigte Staaten | 1. Deutschland |
| 2. Mexiko  | 2. Südkorea    | 2. England            | 2. Ghana       |

| Gruppe E       | Gruppe F    | Gruppe G     | Gruppe H   |
| -------------- | ----------- | ------------ | ---------- |
| 1. Niederlande | 1. Paraguay | 1. Brasilien | 1. Spanien |
| 2. Japan       | 2. Slowakei | 2. Portugal  | 2. Chile   |

### Spielplan Finalrunde
|  | Achtelfinale    | Achtelfinale |             |             | Viertelfinale    | Viertelfinale |  |  | Halbfinale | Halbfinale |  |  | Finale | Finale |
|  |                 |              |             |             |                  |               |  |  |            |            |  |  |        |        |
|  |                 |              |             |             |                  |               |  |  |            |            |  |  |        |        |
|  | A1: Uruguay     | 2            |             |             |                  |               |  |  |            |            |  |  |        |        |
|  | A1: Uruguay     | 2            |             |             |                  |               |  |  |            |            |  |  |        |        |
|  | B2: Südkorea    | 1            |             |             |                  |               |  |  |            |            |  |  |        |        |
|  | B2: Südkorea    | 1            | Uruguay     | 21 (4)2     |                  |               |  |  |            |            |  |  |        |        |
|  |                 |              | Uruguay     | 21 (4)2     |                  |               |  |  |            |            |  |  |        |        |
|  |                 | Ghana        | 1 (2)       |             |                  |               |  |  |            |            |  |  |        |        |
|  | C1: USA         | Ghana        | 1 (2)       | 1           |                  |               |  |  |            |            |  |  |        |        |
|  | C1: USA         |              |             | 1           |                  |               |  |  |            |            |  |  |        |        |
|  | D2: Ghana       | 121          |             |             |                  |               |  |  |            |            |  |  |        |        |
|  | D2: Ghana       | 121          | Uruguay     | 2           |                  |               |  |  |            |            |  |  |        |        |
|  |                 |              | Uruguay     | 2           |                  |               |  |  |            |            |  |  |        |        |
|  |                 | Niederlande  | 3           |             |                  |               |  |  |            |            |  |  |        |        |
|  | E1: Niederlande | Niederlande  | 3           | 2           |                  |               |  |  |            |            |  |  |        |        |
|  | E1: Niederlande |              |             | 2           |                  |               |  |  |            |            |  |  |        |        |
|  | F2: Slowakei    | 1            |             |             |                  |               |  |  |            |            |  |  |        |        |
|  | F2: Slowakei    | 1            | Niederlande | 2           |                  |               |  |  |            |            |  |  |        |        |
|  |                 |              | Niederlande | 2           |                  |               |  |  |            |            |  |  |        |        |
|  |                 | Brasilien    | 1           |             |                  |               |  |  |            |            |  |  |        |        |
|  | G1: Brasilien   | Brasilien    | 1           | 3           |                  |               |  |  |            |            |  |  |        |        |
|  | G1: Brasilien   |              |             | 3           |                  |               |  |  |            |            |  |  |        |        |
|  | H2: Chile       | 0            |             |             |                  |               |  |  |            |            |  |  |        |        |
|  | H2: Chile       | 0            | Niederlande | 0           |                  |               |  |  |            |            |  |  |        |        |
|  |                 |              | Niederlande | 0           |                  |               |  |  |            |            |  |  |        |        |
|  |                 | Spanien      | 1           |             |                  |               |  |  |            |            |  |  |        |        |
|  | B1: Argentinien | Spanien      | 1           | 3           |                  |               |  |  |            |            |  |  |        |        |
|  | B1: Argentinien |              |             | 3           |                  |               |  |  |            |            |  |  |        |        |
|  | A2: Mexiko      | 1            |             |             |                  |               |  |  |            |            |  |  |        |        |
|  | A2: Mexiko      | 1            | Argentinien | 0           |                  |               |  |  |            |            |  |  |        |        |
|  |                 |              | Argentinien | 0           |                  |               |  |  |            |            |  |  |        |        |
|  |                 | Deutschland  | 4           |             |                  |               |  |  |            |            |  |  |        |        |
|  | D1: Deutschland | Deutschland  | 4           | 4           |                  |               |  |  |            |            |  |  |        |        |
|  | D1: Deutschland |              |             | 4           |                  |               |  |  |            |            |  |  |        |        |
|  | C2: England     | 1            |             |             |                  |               |  |  |            |            |  |  |        |        |
|  | C2: England     | 1            | Deutschland | 0           |                  |               |  |  |            |            |  |  |        |        |
|  |                 |              | Deutschland | 0           |                  |               |  |  |            |            |  |  |        |        |
|  |                 | Spanien      | 1           |             |                  |               |  |  |            |            |  |  |        |        |
|  | F1: Paraguay    | Spanien      | 1           | 20 (5)2     |                  |               |  |  |            |            |  |  |        |        |
|  | F1: Paraguay    |              |             | 20 (5)2     |                  |               |  |  |            |            |  |  |        |        |
|  | E2: Japan       | 0 (3)        |             |             |                  |               |  |  |            |            |  |  |        |        |
|  | E2: Japan       | 0 (3)        | Paraguay    | 0           |                  |               |  |  |            |            |  |  |        |        |
|  |                 |              | Paraguay    | 0           | Spiel um Platz 3 |               |  |  |            |            |  |  |        |        |
|  |                 | Spanien      | 1           |             |                  |               |  |  |            |            |  |  |        |        |
|  | H1: Spanien     | Spanien      | 1           | 1           | Uruguay          | 2             |  |  |            |            |  |  |        |        |
|  | H1: Spanien     |              |             | 1           | Uruguay          | 2             |  |  |            |            |  |  |        |        |
|  | G2: Portugal    | 0            |             | Deutschland | 3                |               |  |  |            |            |  |  |        |        |

1 Sieg nach Verlängerung
2 Entscheidung im Elfmeterschießen

## Achtelfinale

### Uruguay – Südkorea 2:1 (1:0)
Vor nur rund 30.000 Zuschauern in Port Elizabeth gingen die Uruguayer durch Luis Suárez früh in Führung und überließen daraufhin den Südkoreanern die Initiative, die jedoch weitgehend glücklos agierten. Erst in der 68. Minute traf Lee Chung-yong zum Ausgleich. Obwohl Südkorea daraufhin Chancen auf das Siegtor hatte, entschied abermals Suárez mit einem der schönsten Tore des Turniers die Partie zugunsten Uruguays.
| Uruguay                                                                                        | Uruguay | Südkorea | Südkorea | Aufstellung                        |
| ---------------------------------------------------------------------------------------------- | --- | --- | -------- | ---------------------------------- |
| Uruguay                                                                                        | \| 1. Achtelfinale \| \| 26. Juni 2010 um 16:00 Uhr in Nelson Mandela Bay / Port Elizabeth (Nelson-Mandela-Bay-Stadion) \| \| Zuschauer: 30.597 \| \| Schiedsrichter: Wolfgang Stark ( Deutschland) \| \| Spielbericht \|                                                         | \| 1. Achtelfinale \| \| 26. Juni 2010 um 16:00 Uhr in Nelson Mandela Bay / Port Elizabeth (Nelson-Mandela-Bay-Stadion) \| \| Zuschauer: 30.597 \| \| Schiedsrichter: Wolfgang Stark ( Deutschland) \| \| Spielbericht \|             | Südkorea | Aufstellung Uruguay gegen Südkorea |
| Uruguay                                                                                        | Fernando Muslera – Maximiliano Pereira, Diego Lugano , Diego Godín (46. Mauricio Victorino), Jorge Fucile – Diego Pérez, Egidio Arévalo Ríos, Álvaro Pereira (74. Nicolás Lodeiro) – Diego Forlán – Luis Suárez (84. Álvaro Fernández), Edinson Cavani Cheftrainer: Óscar Tabárez | Jung Sung-ryong – Cha Du-ri, Cho Yong-hyung, Lee Jung-soo, Lee Young-pyo – Ki Sung-yueng (85. Yeom Ki-hun), Kim Jung-woo – Lee Chung-yong, Park Ji-sung , Kim Jae-sung (61. Lee Dong-gook) – Park Chu-young Cheftrainer: Huh Jung-moo | Südkorea | Aufstellung Uruguay gegen Südkorea |
| Uruguay                                                                                        | 1:0 Luis Suárez (8.) 2:1 Luis Suárez (80.) | 1:1 Lee Chung-yong (68.) | Südkorea | Aufstellung Uruguay gegen Südkorea |
| Uruguay                                                                                        | Kim Jung-woo (58.), Cha Du-ri (59.), Cho Yong-Hyung (83.) | | Südkorea | Aufstellung Uruguay gegen Südkorea |
| Uruguay                                                                                        | Spieler des Spiels: Suárez (Uruguay) | | Südkorea | Aufstellung Uruguay gegen Südkorea |
| 1. Achtelfinale                                                                                | | |          |                                    |
| 26. Juni 2010 um 16:00 Uhr in Nelson Mandela Bay / Port Elizabeth (Nelson-Mandela-Bay-Stadion) | | |          |                                    |
| Zuschauer: 30.597                                                                              | | |          |                                    |
| Schiedsrichter: Wolfgang Stark ( Deutschland)                                                  | | |          |                                    |
| Spielbericht                                                                                   | | |          |                                    |

### USA – Ghana 1:2 n. V. (1:1, 0:1)
Kevin-Prince Boateng brachte die Ghanaer bereits in der fünften Minute in Führung. Die leicht favorisierten US-Amerikaner glichen in der 62. Minute durch einen von Landon Donovan verwandelten Strafstoß aus, doch ein Tor von Asamoah Gyan in der dritten Minute der Verlängerung sicherte den Black Stars den Sieg. Damit zog nach Kamerun 1990 und dem Senegal 2002 zum dritten Mal ein afrikanisches Team in ein WM-Viertelfinale ein.
| Vereinigte Staaten von Amerika                                    | Vereinigte Staaten von Amerika | Ghana | Ghana | Aufstellung                                            |
| ----------------------------------------------------------------- | --- | --- | ----- | ------------------------------------------------------ |
| Vereinigte Staaten                                                | \| 2. Achtelfinale \| \| 26. Juni 2010 um 20:30 Uhr in Rustenburg (Royal-Bafokeng-Stadion) \| \| Zuschauer: 34.976 \| \| Schiedsrichter: Viktor Kassai ( Ungarn) \| \| Spielbericht \|                                                                                    | \| 2. Achtelfinale \| \| 26. Juni 2010 um 20:30 Uhr in Rustenburg (Royal-Bafokeng-Stadion) \| \| Zuschauer: 34.976 \| \| Schiedsrichter: Viktor Kassai ( Ungarn) \| \| Spielbericht \|                                                                                         | Ghana | Aufstellung Vereinigte Staaten von Amerika gegen Ghana |
| Vereinigte Staaten                                                | Tim Howard – Steven Cherundolo, Jay DeMerit, Carlos Bocanegra , Jonathan Bornstein – Michael Bradley, Ricardo Clark (31. Maurice Edu) – Clint Dempsey, Landon Donovan – Jozy Altidore (91. Herculez Gomez), Robbie Findley (46. Benny Feilhaber) Cheftrainer: Bob Bradley | Richard Kingson – John Paintsil, Jonathan Mensah, John Mensah , Hans Sarpei (73. Lee Addy) – Anthony Annan – Samuel Inkoom (113. Sulley Muntari), Kwadwo Asamoah, Kevin-Prince Boateng (78. Stephen Appiah), André Ayew – Asamoah Gyan Cheftrainer: Milovan Rajevac ( Serbien) | Ghana | Aufstellung Vereinigte Staaten von Amerika gegen Ghana |
| Vereinigte Staaten                                                | 1:1 Donovan (62., Foulelfmeter) | 0:1 Boateng (5.) 1:2 Gyan (93.) | Ghana | Aufstellung Vereinigte Staaten von Amerika gegen Ghana |
| Vereinigte Staaten                                                | Clark (7.), Cherundolo (18.), Bocanegra (68.) | Mensah (61.), Ayew (90.+2') | Ghana | Aufstellung Vereinigte Staaten von Amerika gegen Ghana |
| Vereinigte Staaten                                                | Spieler des Spiels: Ayew (Ghana) | | Ghana | Aufstellung Vereinigte Staaten von Amerika gegen Ghana |
| 2. Achtelfinale                                                   | | |       |                                                        |
| 26. Juni 2010 um 20:30 Uhr in Rustenburg (Royal-Bafokeng-Stadion) | | |       |                                                        |
| Zuschauer: 34.976                                                 | | |       |                                                        |
| Schiedsrichter: Viktor Kassai ( Ungarn)                           | | |       |                                                        |
| Spielbericht                                                      | | |       |                                                        |

### Deutschland – England 4:1 (2:1)
Das dritte Achtelfinale war der „Klassiker“ Deutschland gegen England. Die früh angreifende und schnell kombinierende deutsche Mannschaft ging in der 20. Minute durch Miroslav Klose, der sich nach einem weiten Abstoß von Torwart Manuel Neuer gegen seinen Gegenspieler durchsetzte und knapp vor Torwart David James an den Ball kam, in Führung. Lukas Podolski erhöhte in der 32. Minute nach einer Vorlage von Thomas Müller auf 2:0. Nach einem Eckball in der 37. Minute erzielte Innenverteidiger Matthew Upson per Kopf den überraschenden Anschlusstreffer für England. Kurz darauf traf Frank Lampard mit einem Schuss aus 17 Metern die Unterkante der Latte des deutschen Tores. Von dort sprang der Ball deutlich hinter die Torlinie und dann wieder gegen die Latte, woraufhin Manuel Neuer den Ball fing und abschlug. Der Schiedsrichter Jorge Larrionda erkannte den Treffer jedoch nicht an, da sein Linienrichter Mauricio Espinosa ihm „Weiterspielen“ signalisierte. Das Tor rief in der Öffentlichkeit heftige Diskussionen und Erinnerungen an das Wembley-Tor aus dem Jahr 1966 hervor. In der zweiten Halbzeit kam Deutschland durch Tore von Müller in der 67. und 70. Minute zum letztlich sicheren Erfolg.
| Deutschland                                                     | Deutschland | England | England | Aufstellung                           |
| --------------------------------------------------------------- | --- | --- | ------- | ------------------------------------- |
| Deutschland                                                     | \| 3. Achtelfinale \| \| 27. Juni 2010 um 16:00 Uhr in Bloemfontein (Free-State-Stadion) \| \| Zuschauer: 40.510 \| \| Schiedsrichter: Jorge Larrionda ( Uruguay) \| \| Spielbericht \|                                                                                   | \| 3. Achtelfinale \| \| 27. Juni 2010 um 16:00 Uhr in Bloemfontein (Free-State-Stadion) \| \| Zuschauer: 40.510 \| \| Schiedsrichter: Jorge Larrionda ( Uruguay) \| \| Spielbericht \|                                                                           | England | Aufstellung Deutschland gegen England |
| Deutschland                                                     | Manuel Neuer – Philipp Lahm , Arne Friedrich, Per Mertesacker, Jérôme Boateng – Bastian Schweinsteiger, Sami Khedira – Thomas Müller (72. Piotr Trochowski), Mesut Özil (83. Stefan Kießling), Lukas Podolski – Miroslav Klose (72. Mario Gómez) Cheftrainer: Joachim Löw | David James – Glen Johnson (87. Shaun Wright-Phillips), John Terry, Matthew Upson, Ashley Cole – Frank Lampard, Gareth Barry – James Milner (64. Joe Cole), Steven Gerrard – Jermain Defoe (71. Emile Heskey), Wayne Rooney Cheftrainer: Fabio Capello ( Italien) | England | Aufstellung Deutschland gegen England |
| Deutschland                                                     | 1:0 Klose (20.) 2:0 Podolski (32.) 3:1 Müller (67.) 4:1 Müller (70.) | 2:1 Upson (37.) | England | Aufstellung Deutschland gegen England |
| Deutschland                                                     | Friedrich (47.) | Johnson (81.) | England | Aufstellung Deutschland gegen England |
| Deutschland                                                     | Tor von Lampard nicht anerkannt (38.) | | England | Aufstellung Deutschland gegen England |
| Deutschland                                                     | Spieler des Spiels: Müller (Deutschland) | | England | Aufstellung Deutschland gegen England |
| 3. Achtelfinale                                                 | | |         |                                       |
| 27. Juni 2010 um 16:00 Uhr in Bloemfontein (Free-State-Stadion) | | |         |                                       |
| Zuschauer: 40.510                                               | | |         |                                       |
| Schiedsrichter: Jorge Larrionda ( Uruguay)                      | | |         |                                       |
| Spielbericht                                                    | | |         |                                       |

### Argentinien – Mexiko 3:1 (2:0)
Bei der Neuauflage des Achtelfinalspiels von 2006 ging es diesmal weniger spannend zu. Die Argentinier führten bereits nach 33 Minuten mit 2:0, wobei das 1:0 aus klarer Abseitsposition fiel. Als in der 52. Minute Tévez mit seinem zweiten Treffer auf 3:0 erhöhte, war das Spiel im Prinzip entschieden, auch wenn die Mexikaner in der 71. Minute durch Hernández den Rückstand noch auf 3:1 verkürzten.
| Argentinien                                              | Argentinien | Mexiko | Mexiko | Aufstellung                          |
| -------------------------------------------------------- | --- | --- | ------ | ------------------------------------ |
| Argentinien                                              | \| 4. Achtelfinale \| \| 27. Juni 2010 um 20:30 Uhr in Johannesburg (Soccer City) \| \| Zuschauer: 84.377 \| \| Schiedsrichter: Roberto Rosetti ( Italien) \| \| Spielbericht \| | \| 4. Achtelfinale \| \| 27. Juni 2010 um 20:30 Uhr in Johannesburg (Soccer City) \| \| Zuschauer: 84.377 \| \| Schiedsrichter: Roberto Rosetti ( Italien) \| \| Spielbericht \|                                                                                    | Mexiko | Aufstellung Argentinien gegen Mexiko |
| Argentinien                                              | Sergio Romero – Nicolás Otamendi, Martín Demichelis, Nicolás Burdisso, Gabriel Heinze – Maxi Rodríguez (87. Javier Pastore), Javier Mascherano , Ángel Di María (79. Jonás Gutiérrez), – Lionel Messi – Gonzalo Higuaín, Carlos Tévez (69. Juan Sebastián Verón) Cheftrainer: Diego Maradona | Óscar Pérez Rojas – Carlos Salcido, Rafael Márquez , Francisco Rodríguez, Ricardo Osorio – Andrés Guardado (61. Guillermo Franco), Gerardo Torrado, Efraín Juárez, Adolfo Bautista (46. Pablo Barrera), Giovani dos Santos – Chicharito Cheftrainer: Javier Aguirre | Mexiko | Aufstellung Argentinien gegen Mexiko |
| Argentinien                                              | 1:0 Tévez (26.) 2:0 Higuaín (33.) 3:0 Tévez (52.) | 3:1 Chicharito (71.) | Mexiko | Aufstellung Argentinien gegen Mexiko |
| Argentinien                                              | Márquez (28.) | | Mexiko | Aufstellung Argentinien gegen Mexiko |
| Argentinien                                              | Spieler des Spiels: Tévez (Argentinien) | | Mexiko | Aufstellung Argentinien gegen Mexiko |
| 4. Achtelfinale                                          | | |        |                                      |
| 27. Juni 2010 um 20:30 Uhr in Johannesburg (Soccer City) | | |        |                                      |
| Zuschauer: 84.377                                        | | |        |                                      |
| Schiedsrichter: Roberto Rosetti ( Italien)               | | |        |                                      |
| Spielbericht                                             | | |        |                                      |

### Niederlande – Slowakei 2:1 (1:0)
Arjen Robben brachte die Niederländer mit einer brillanten Einzelleistung in der 18. Minute in Führung. Im Laufe des Spiels wurden auf beiden Seiten von Robben und Robert Vittek hochkarätige Chancen vergeben. Wesley Sneijder sorgte in der 84. Minute für die Entscheidung zugunsten der Elftal. Der von Vittek verwandelte Strafstoß in der Nachspielzeit brachte nur noch Ergebniskosmetik.
| Niederlande                                                  | Niederlande | Slowakei | Slowakei | Aufstellung                            |
| ------------------------------------------------------------ | --- | --- | -------- | -------------------------------------- |
| Niederlande                                                  | \| 5. Achtelfinale \| \| 28. Juni 2010 um 16:00 Uhr in Durban (Moses-Mabhida-Stadion) \| \| Zuschauer: 61.962 \| \| Schiedsrichter: Alberto Undiano Mallenco ( Spanien) \| \| Spielbericht \| | \| 5. Achtelfinale \| \| 28. Juni 2010 um 16:00 Uhr in Durban (Moses-Mabhida-Stadion) \| \| Zuschauer: 61.962 \| \| Schiedsrichter: Alberto Undiano Mallenco ( Spanien) \| \| Spielbericht \|                                                                | Slowakei | Aufstellung Niederlande gegen Slowakei |
| Niederlande                                                  | Maarten Stekelenburg – Gregory van der Wiel, John Heitinga, Joris Mathijsen, Giovanni van Bronckhorst – Mark van Bommel, Nigel de Jong – Dirk Kuyt, Wesley Sneijder (90.+2' Ibrahim Afellay), Arjen Robben (71. Eljero Elia) – Robin van Persie (80. Klaas-Jan Huntelaar) Cheftrainer: Bert van Marwijk | Ján Mucha – Peter Pekarík, Martin Škrtel, Ján Ďurica, Radoslav Zabavník (88. Martin Jakubko) – Vladimír Weiss, Juraj Kucka, Miroslav Stoch – Marek Hamšík (87. Marek Sapara) – Róbert Vittek, Erik Jendrišek (71. Kamil Kopúnek) Cheftrainer: Vladimír Weiss | Slowakei | Aufstellung Niederlande gegen Slowakei |
| Niederlande                                                  | 1:0 Robben (18.) 2:0 Sneijder (84.) | 2:1 Vittek (90.+4', Foulelfmeter) | Slowakei | Aufstellung Niederlande gegen Slowakei |
| Niederlande                                                  | Robben (31.), Stekelenburg (90.+3') | Kucka (40.), Kopúnek (72.), Škrtel (84.) | Slowakei | Aufstellung Niederlande gegen Slowakei |
| Niederlande                                                  | Spieler des Spiels: Robben (Niederlande) | | Slowakei | Aufstellung Niederlande gegen Slowakei |
| 5. Achtelfinale                                              | | |          |                                        |
| 28. Juni 2010 um 16:00 Uhr in Durban (Moses-Mabhida-Stadion) | | |          |                                        |
| Zuschauer: 61.962                                            | | |          |                                        |
| Schiedsrichter: Alberto Undiano Mallenco ( Spanien)          | | |          |                                        |
| Spielbericht                                                 | | |          |                                        |

### Brasilien – Chile 3:0 (2:0)
Im einzigen rein südamerikanischen Achtelfinale hatten die favorisierten Brasilianer keinerlei Probleme mit Chile. Nach einem Doppelschlag von Juan und Luís Fabiano in der ersten Hälfte sorgte Robinho in der 59. Minute für die endgültige Entscheidung zugunsten der dominanten Seleção. Chile scheiterte in seiner dritten K.-o.-Runde bei einer Weltmeisterschaft zum dritten Mal an Brasilien.
| Brasilien                                                       | Brasilien | Chile | Chile | Aufstellung                       |
| --------------------------------------------------------------- | --- | --- | ----- | --------------------------------- |
| Brasilien                                                       | \| 6. Achtelfinale \| \| 28. Juni 2010 um 20:30 Uhr in Johannesburg (Ellis-Park-Stadion) \| \| Zuschauer: 54.096 \| \| Schiedsrichter: Howard Webb ( England) \| \| Spielbericht \|   | \| 6. Achtelfinale \| \| 28. Juni 2010 um 20:30 Uhr in Johannesburg (Ellis-Park-Stadion) \| \| Zuschauer: 54.096 \| \| Schiedsrichter: Howard Webb ( England) \| \| Spielbericht \|                                                                                                   | Chile | Aufstellung Brasilien gegen Chile |
| Brasilien                                                       | Júlio César – Maicon, Lúcio , Juan, Michel Bastos – Dani Alves, Gilberto Silva, Ramires – Kaká (81. Kléberson), Robinho (85. Gilberto) – Luís Fabiano (76. Nilmar) Cheftrainer: Dunga | Claudio Bravo – Mauricio Isla (62. Rodrigo Millar), Pablo Contreras (46. Rodrigo Tello), Gonzalo Jara, Ismael Fuentes – Arturo Vidal, Carlos Carmona, Jean Beausejour – Alexis Sánchez, Humberto Suazo, Mark González (46. Jorge Valdivia) Cheftrainer: Marcelo Bielsa ( Argentinien) | Chile | Aufstellung Brasilien gegen Chile |
| Brasilien                                                       | 1:0 Juan (35.) 2:0 Fabiano (38.) 3:0 Robinho (59.) | | Chile | Aufstellung Brasilien gegen Chile |
| Brasilien                                                       | Kaká (30.), Ramires (71.) | Vidal (47.), Fuentes (68.), Millar (80.) | Chile | Aufstellung Brasilien gegen Chile |
| Brasilien                                                       | Spieler des Spiels: Robinho (Brasilien) | | Chile | Aufstellung Brasilien gegen Chile |
| 6. Achtelfinale                                                 | | |       |                                   |
| 28. Juni 2010 um 20:30 Uhr in Johannesburg (Ellis-Park-Stadion) | | |       |                                   |
| Zuschauer: 54.096                                               | | |       |                                   |
| Schiedsrichter: Howard Webb ( England)                          | | |       |                                   |
| Spielbericht                                                    | | |       |                                   |

### Paraguay – Japan 0:0 n. V., 5:3 i. E.
Das Spiel Paraguay gegen Japan zeichnete sich durch sehr wenige Höhepunkte aus. Beide Mannschaften verhielten sich nervös und spielten nur selten Torchancen heraus, sodass das Spiel über weite Strecken farblos blieb. Dazu kam eine hohe Fehlerquote beider Mannschaften. Paraguay besaß den größeren Anteil an Ballbesitz, was jedoch gegen die defensiv agierenden Japaner nicht zum Torerfolg führte. Ebenso konnten die Asiaten der Abwehr Paraguays nicht wirklich gefährlich werden.

Im entscheidenden Elfmeterschießen nach 120 torlosen Minuten verschoss der Japaner Yūichi Komano, während alle Südamerikaner trafen. Damit zog Paraguay zum ersten Mal in seiner Geschichte in ein WM-Viertelfinale ein.
| Paraguay                                                       | Paraguay | Japan | Japan | Aufstellung                      |
| -------------------------------------------------------------- | --- | --- | ----- | -------------------------------- |
| Paraguay                                                       | \| 7. Achtelfinale \| \| 29. Juni, 16:00 Uhr 2010 in Pretoria (Loftus-Versfeld-Stadion) \| \| Zuschauer: 36.742 \| \| Schiedsrichter: Frank De Bleeckere ( Belgien) \| \| Spielbericht \|                                                                                               | \| 7. Achtelfinale \| \| 29. Juni, 16:00 Uhr 2010 in Pretoria (Loftus-Versfeld-Stadion) \| \| Zuschauer: 36.742 \| \| Schiedsrichter: Frank De Bleeckere ( Belgien) \| \| Spielbericht \|                                                                            | Japan | Aufstellung Paraguay gegen Japan |
| Paraguay                                                       | Justo Villar – Carlos Bonet, Paulo da Silva, Antolín Alcaraz, Claudio Morel – Néstor Ortigoza (75. Édgar Barreto), Enrique Vera, Cristian Riveros – Roque Santa Cruz (94. Óscar Cardozo), Edgar Benítez (60. Nelson Valdez) – Lucas Barrios Cheftrainer: Gerardo Martino ( Argentinien) | Eiji Kawashima – Yūichi Komano, Yūji Nakazawa, Marcus Tulio Tanaka, Yūto Nagatomo – Yūki Abe (81. Kengo Nakamura) – Makoto Hasebe , Daisuke Matsui (65. Shinji Okazaki), Yasuhito Endō, Yoshito Ōkubo (106. Keiji Tamada) – Keisuke Honda Cheftrainer: Takeshi Okada | Japan | Aufstellung Paraguay gegen Japan |
| Paraguay                                                       | Elfmeterschießen | | Japan | Aufstellung Paraguay gegen Japan |
| Paraguay                                                       | 1:0 Barreto 2:1 Barrios 3:2 Riveros 4:2 Valdez 5:3 Cardozo | 1:1 Endō 2:2 Hasebe 3:2 Komano schießt an die Latte 4:3 Honda | Japan | Aufstellung Paraguay gegen Japan |
| Paraguay                                                       | Riveros (118.) | Matsui (58.), Nagatomo (72.), Honda (90.+3'), Endō (113.) | Japan | Aufstellung Paraguay gegen Japan |
| Paraguay                                                       | Spieler des Spiels: Honda (Japan) | | Japan | Aufstellung Paraguay gegen Japan |
| 7. Achtelfinale                                                | | |       |                                  |
| 29. Juni, 16:00 Uhr 2010 in Pretoria (Loftus-Versfeld-Stadion) | | |       |                                  |
| Zuschauer: 36.742                                              | | |       |                                  |
| Schiedsrichter: Frank De Bleeckere ( Belgien)                  | | |       |                                  |
| Spielbericht                                                   | | |       |                                  |

### Spanien – Portugal 1:0 (0:0)
Im iberischen Nachbarschaftsduell zogen die Spanier abermals ihr dominantes Ballbesitzspiel auf, doch Portugal hielt insbesondere in der ersten Hälfte stark dagegen und kam zu einigen guten Torchancen. Im Laufe des Spiels verstärkte sich die spanische Überlegenheit jedoch. In der 63. Minute erzielte David Villa das „Goldene Tor“ für die Furia Roja, welches auf Zuspiel von Xavi allerdings aus abseitsverdächtiger Position fiel.
| Spanien                                                 | Spanien | Portugal | Portugal | Aufstellung                        |
| ------------------------------------------------------- | --- | --- | -------- | ---------------------------------- |
| Spanien                                                 | \| 8. Achtelfinale \| \| 29. Juni, 20:30 Uhr 2010 in Kapstadt (Kapstadt-Stadion) \| \| Zuschauer: 62.955 \| \| Schiedsrichter: Héctor Baldassi ( Argentinien) \| \| Spielbericht \|                                                                        | \| 8. Achtelfinale \| \| 29. Juni, 20:30 Uhr 2010 in Kapstadt (Kapstadt-Stadion) \| \| Zuschauer: 62.955 \| \| Schiedsrichter: Héctor Baldassi ( Argentinien) \| \| Spielbericht \|                                     | Portugal | Aufstellung Spanien gegen Portugal |
| Spanien                                                 | Iker Casillas – Sergio Ramos, Gerard Piqué, Carles Puyol, Joan Capdevila – Sergio Busquets, Xabi Alonso (90.+3' Carlos Marchena) – Xavi, Andrés Iniesta – David Villa (87. Pedro), Fernando Torres (58. Fernando Llorente) Cheftrainer: Vicente del Bosque | Eduardo – Ricardo Costa, Ricardo Carvalho, Bruno Alves, Fábio Coentrão – Pepe (72. Pedro Mendes) – Tiago, Raúl Meireles – Simão (72. Liédson), Cristiano Ronaldo – Hugo Almeida (58. Danny) Cheftrainer: Carlos Queiroz | Portugal | Aufstellung Spanien gegen Portugal |
| Spanien                                                 | 1:0 Villa (63.) | | Portugal | Aufstellung Spanien gegen Portugal |
| Spanien                                                 | Alonso (74.) | Tiago (80.) | Portugal | Aufstellung Spanien gegen Portugal |
| Spanien                                                 | Costa (89.) | | Portugal | Aufstellung Spanien gegen Portugal |
| Spanien                                                 | Spieler des Spiels: Xavi (Spanien) | | Portugal | Aufstellung Spanien gegen Portugal |
| 8. Achtelfinale                                         | | |          |                                    |
| 29. Juni, 20:30 Uhr 2010 in Kapstadt (Kapstadt-Stadion) | | |          |                                    |
| Zuschauer: 62.955                                       | | |          |                                    |
| Schiedsrichter: Héctor Baldassi ( Argentinien)          | | |          |                                    |
| Spielbericht                                            | | |          |                                    |

## Viertelfinale

### Niederlande – Brasilien 2:1 (0:1)
Nach dem 1:0 für Brasilien durch Robinho kontrollierten die Südamerikaner lange die Partie, versäumten es aber, auf die Entscheidung zu drängen. Nach der Halbzeit kamen dann die Niederländer besser ins Spiel und erzielten in der 53. Minute, nachdem Torhüter Júlio César und Felipe Melo beim Versuch, einen Fernschuss von Wesley Sneijder auf das Tor abzuwehren, zusammenstießen, den 1:1-Ausgleich, indem Melo daraufhin den Ball ins eigene Tor verlängerte. Danach bekamen die Niederländer die Oberhand und erhöhten den Druck. Aus einem Eckball und einer Kopfballstafette folgte in der 68. Minute das 2:1 durch Sneijder. Melo brachte kurz darauf seine Mannschaft in Unterzahl, als er Arjen Robben erst foulte und dem am Boden Liegenden dann auf den Oberschenkel trat, wofür er vom Platz gestellt wurde. So hatten die Brasilianer den Niederländern nur wenig entgegenzusetzen.
| Niederlande                                                              | Niederlande | Brasilien | Brasilien | Aufstellung                             |
| ------------------------------------------------------------------------ | --- | --- | --------- | --------------------------------------- |
| Niederlande                                                              | \| 1. Viertelfinale \| \| 2. Juli 2010 um 16:00 Uhr in Port Elizabeth (Nelson-Mandela-Bay-Stadion) \| \| Zuschauer: 40.186 \| \| Schiedsrichter: Yūichi Nishimura ( Japan) \| \| Spielbericht \|                                                          | \| 1. Viertelfinale \| \| 2. Juli 2010 um 16:00 Uhr in Port Elizabeth (Nelson-Mandela-Bay-Stadion) \| \| Zuschauer: 40.186 \| \| Schiedsrichter: Yūichi Nishimura ( Japan) \| \| Spielbericht \| | Brasilien | Aufstellung Niederlande gegen Brasilien |
| Niederlande                                                              | Maarten Stekelenburg – Gregory van der Wiel, John Heitinga, André Ooijer, Giovanni van Bronckhorst – Mark van Bommel, Nigel de Jong – Dirk Kuyt, Wesley Sneijder, Arjen Robben – Robin van Persie (85. Klaas-Jan Huntelaar) Cheftrainer: Bert van Marwijk | Júlio César – Maicon, Lúcio , Juan, Michel Bastos (62. Gilberto) – Dani Alves, Felipe Melo, Gilberto Silva – Kaká, Robinho – Luís Fabiano (77. Nilmar) Cheftrainer: Dunga                        | Brasilien | Aufstellung Niederlande gegen Brasilien |
| Niederlande                                                              | 1:1 Sneijder (53.) 2:1 Sneijder (68.) | 0:1 Robinho (10.) | Brasilien | Aufstellung Niederlande gegen Brasilien |
| Niederlande                                                              | Heitinga (14.), van der Wiel (47.), de Jong (64.), Ooijer (76.) | Bastos (37.) | Brasilien | Aufstellung Niederlande gegen Brasilien |
| Niederlande                                                              | Melo (73.) | | Brasilien | Aufstellung Niederlande gegen Brasilien |
| Niederlande                                                              | Spieler des Spiels: Sneijder (Niederlande) | | Brasilien | Aufstellung Niederlande gegen Brasilien |
| 1. Viertelfinale                                                         | | |           |                                         |
| 2. Juli 2010 um 16:00 Uhr in Port Elizabeth (Nelson-Mandela-Bay-Stadion) | | |           |                                         |
| Zuschauer: 40.186                                                        | | |           |                                         |
| Schiedsrichter: Yūichi Nishimura ( Japan)                                | | |           |                                         |
| Spielbericht                                                             | | |           |                                         |

### Uruguay – Ghana 1:1 n. V. (1:1, 0:1), 4:2 i. E.
In einem wechselhaften Spiel dominierten die Uruguayer das erste Drittel des Spiels, konnten aber kein Kapital daraus schlagen. Ghana kam danach besser ins Spiel und hatte einige Chancen. In der Nachspielzeit der ersten Hälfte gingen die Afrikaner durch einen Fernschusstreffer von Sulley Muntari mit 1:0 in Führung. In der zweiten Halbzeit begann dann ein offener Schlagabtausch. Der Uruguayer Diego Forlán nutzte in der 55. Minute eine Freistoßchance und verwandelte direkt, nachdem der Torhüter Richard Kingson den Ball völlig falsch eingeschätzt hatte. Mit zunehmender Spieldauer gewannen die Südamerikaner wieder die Oberhand, aber in der regulären Spielzeit gelang ihnen kein weiterer Treffer mehr.
In der Verlängerung zeigten dann wieder die Ghanaer die größeren Kraftreserven, und in der letzten Spielminute kam es dann zu einem Höhepunkt. Einen Torschuss konnte der uruguayische Torwart Fernando Muslera nur in den Fünf-Meter-Raum ablenken, und den Nachschuss wehrte der Stürmer Luis Suárez auf der Linie ab. Der abprallende Ball wäre von einem Ghanaer ins Tor geköpft worden, wenn ihn Suárez nicht regelwidrig mit hochgestrecktem Arm abgewehrt hätte. Allerdings hätte die Situation vorher schon unterbrochen werden müssen, weil eine strafbare Abseitssituation vorgelegen hatte. Nach dem Platzverweis für Suárez war der fällige Elfmeter die letzte Aktion der Verlängerung. Asamoah Gyan, der im WM-Turnier zuvor bereits zwei Elfmeter verwandelt hatte, hätte Ghana direkt ins Halbfinale schießen können, doch er schoss den Ball gegen die Querlatte. Somit kam es zum Elfmeterschießen, in dem Gyan Verantwortung übernahm und den ersten Elfmeter für sein Land mit einem präzisen Schuss verwandelte. Zwei seiner Mannschaftskameraden schossen jedoch weniger präzise, so dass der Torwart Muslera abwehren konnte. Sebastián Abreu verwandelte den entscheidenden Elfmeter für Uruguay. Mit Ghana schied der letzte afrikanische Vertreter aus dem Turnier aus. Luis Suárez brüstete sich später damit, durch sein Handspiel die uruguayische Mannschaft ins Halbfinale gebracht zu haben, und wurde dafür in seiner Heimat als Held gefeiert.
| Uruguay                                                 | Uruguay | Ghana | Ghana | Aufstellung                     |
| ------------------------------------------------------- | --- | --- | ----- | ------------------------------- |
| Uruguay                                                 | \| 2. Viertelfinale \| \| 2. Juli 2010 um 20:30 Uhr in Johannesburg (Soccer City) \| \| Zuschauer: 84.017 \| \| Schiedsrichter: Olegário Benquerença ( Portugal) \| \| Spielbericht \|                                                                                             | \| 2. Viertelfinale \| \| 2. Juli 2010 um 20:30 Uhr in Johannesburg (Soccer City) \| \| Zuschauer: 84.017 \| \| Schiedsrichter: Olegário Benquerença ( Portugal) \| \| Spielbericht \|                                                                           | Ghana | Aufstellung Uruguay gegen Ghana |
| Uruguay                                                 | Fernando Muslera – Maximiliano Pereira, Diego Lugano (38. Andrés Scotti), Mauricio Victorino, Jorge Fucile – Álvaro Fernández (46. Nicolás Lodeiro), Diego Pérez, Egidio Arévalo Ríos, Edinson Cavani (76. Sebastián Abreu) – Luis Suárez, Diego Forlán Cheftrainer: Óscar Tabárez | Richard Kingson – John Paintsil, Isaac Vorsah, John Mensah , Hans Sarpei – Anthony Annan – Samuel Inkoom (74. Stephen Appiah), Kwadwo Asamoah, Kevin-Prince Boateng, Sulley Muntari (88. Dominic Adiyiah) – Asamoah Gyan Cheftrainer: Milovan Rajevac ( Serbien) | Ghana | Aufstellung Uruguay gegen Ghana |
| Uruguay                                                 | 1:1 Forlán (55.) | 0:1 Muntari (45.+2') | Ghana | Aufstellung Uruguay gegen Ghana |
| Uruguay                                                 | Elfmeterschießen | | Ghana | Aufstellung Uruguay gegen Ghana |
| Uruguay                                                 | 1:0 Forlán 2:1 Victorino 3:2 Scotti 3:2 Pereira schießt über das Tor 4:2 Abreu | 1:1 Gyan 2:2 Appiah 3:2 Muslera hält gegen Mensah 3:2 Muslera hält gegen Adiyiah | Ghana | Aufstellung Uruguay gegen Ghana |
| Uruguay                                                 | Fucile (20.), Arévalo Ríos (48.), Pérez (59.) | Paintsil (54.), Sarpei (76.), Mensah (93.) | Ghana | Aufstellung Uruguay gegen Ghana |
| Uruguay                                                 | Suárez (120.+1') | | Ghana | Aufstellung Uruguay gegen Ghana |
| Uruguay                                                 | Verschossener Elfmeter von Gyan (120.+2') | | Ghana | Aufstellung Uruguay gegen Ghana |
| Uruguay                                                 | Spieler des Spiels: Forlán (Uruguay) | | Ghana | Aufstellung Uruguay gegen Ghana |
| 2. Viertelfinale                                        | | |       |                                 |
| 2. Juli 2010 um 20:30 Uhr in Johannesburg (Soccer City) | | |       |                                 |
| Zuschauer: 84.017                                       | | |       |                                 |
| Schiedsrichter: Olegário Benquerença ( Portugal)        | | |       |                                 |
| Spielbericht                                            | | |       |                                 |

### Argentinien – Deutschland 0:4 (0:1)

Müllers Führungstor in der dritten Minute

Bereits in der dritten Minute brachte Thomas Müller per Kopf nach Freistoßflanke von Schweinsteiger Deutschland in Führung. Damit hatte er den frühesten Treffer dieser WM und das insgesamt 200. deutsche WM-Tor erzielt. Deutschland kombinierte schnell und kreativ, doch Klose vergab in der 24. Minute die Möglichkeit zu erhöhen. Mitte der Halbzeit kontrollierte Argentinien das Spiel mehr und mehr und kam mit einigen Schüssen und Freistößen in Strafraumnähe zu Möglichkeiten. Einem davon ging eine gelbe Karte gegen Müller wegen vermeintlichen Handspiels voraus, der daher für das Halbfinale gesperrt wurde.
In der zweiten Halbzeit spielte Argentinien noch überlegener und kam zu mehreren Chancen, von denen jedoch keine zwingend war und die meist sicher bei Torwart Neuer landeten. Die deutsche Mannschaft drohte nun den Faden zu verlieren, da sich auch die Fehlpässe häuften. Sie kämpfte sich ins Spiel zurück. Müller spielte in der 67. Minute noch am Boden liegend zu Podolski, der zum richtigen Zeitpunkt Klose bediente, so dass dieser in seinem 100. Länderspiel den Ball zum 2:0 über die Linie schob. Gleichzeitig war dies Kloses 13. WM-Tor, womit er Pelé in der WM-Torschützen-Rangliste überholt hatte.
Ein Sololauf von Schweinsteiger, der später zum Mann des Spiels gewählt wurde, in den Strafraum ging einem kurzen Pass vor das Tor voraus, den Arne Friedrich, der Spieler mit den meisten Länderspielteilnahmen ohne Torerfolg, in seinem 77. Länderspiel zu seinem ersten Tor verwertete. Nach einem Konter über Podolski und einer Flanke von Özil erzielte Klose in der 89. Minute sein 14. WM-Tor, sodass er zum damaligen Zeitpunkt gleichauf mit Gerd Müller in der ewigen WM-Torschützenliste nur noch hinter Ronaldo (15 Treffer) lag.
Für Argentinien war das Spielergebnis die höchste Niederlage gegen eine deutsche Fußballnationalmannschaft.
Der usbekische Schiedsrichter Ravshan Ermatov pfiff sicher und selten: Er ließ das Spiel sich entwickeln. Lediglich Müllers Verwarnung wegen Handspiels erntete Kritik als „lächerlich“ (Jürgen Klopp).
Viele Medien kommentierten die deutsche Leistung als unheimlich stark, famos oder überragend. Sich überschlagendes Lob, Argentinien sei „gedemütigt“ (Clarín, Argentinien) und ein „Massaker von 4:0“ (Terra, Brasilien) angerichtet worden, ging mit Kritik an der argentinischen Leistung „Argentiniens Schwächen offengelegt“ (La Nación, Argentinien) einher. Lance! (Brasilien) befand, die deutsche Nationalmannschaft  spiele „schnell, zielstrebig und geschmeidig“ und erklärte sie zum größten WM-Favoriten. Norwegens Dagbladet sprach gar von den besten ersten sechs Minuten, die die Welt je gesehen habe; dabei wurde die Mannschaftsstärke hervorgehoben sowie durchweg positive Einzelleistungen.
Neben einem 4:0 von Schweden gegen Bulgarien im Spiel um Platz 3 bei der Fußball-Weltmeisterschaft 1994 war das Ergebnis der höchste Sieg, bis zu diesem Zeitpunkt, bei Spielen unter den letzten acht Mannschaften bei einer Weltmeisterschaft seit dem 6:0 von Argentinien gegen Peru in der zweiten Runde der Fußball-Weltmeisterschaft 1978 und bis zum 1. Halbfinale von 2014.
| Argentinien                                              | Argentinien | Deutschland | Deutschland | Aufstellung                               |
| -------------------------------------------------------- | --- | --- | ----------- | ----------------------------------------- |
| Argentinien                                              | \| 3. Viertelfinale \| \| 3. Juli 2010 um 16:00 Uhr in Kapstadt (Kapstadt-Stadion) \| \| Zuschauer: 64.100 \| \| Schiedsrichter: Ravshan Ermatov ( Usbekistan) \| \| Spielbericht \|                                                                           | \| 3. Viertelfinale \| \| 3. Juli 2010 um 16:00 Uhr in Kapstadt (Kapstadt-Stadion) \| \| Zuschauer: 64.100 \| \| Schiedsrichter: Ravshan Ermatov ( Usbekistan) \| \| Spielbericht \|                                                                                    | Deutschland | Aufstellung Argentinien gegen Deutschland |
| Argentinien                                              | Sergio Romero – Nicolás Otamendi (70. Javier Pastore), Martín Demichelis, Nicolás Burdisso, Gabriel Heinze – Maxi Rodríguez, Javier Mascherano , Ángel Di María (75. Sergio Agüero) – Lionel Messi – Gonzalo Higuaín, Carlos Tévez Cheftrainer: Diego Maradona | Manuel Neuer – Philipp Lahm , Per Mertesacker, Arne Friedrich, Jérôme Boateng (72. Marcell Jansen) – Sami Khedira (77. Toni Kroos), Bastian Schweinsteiger – Thomas Müller (84. Piotr Trochowski), Mesut Özil, Lukas Podolski – Miroslav Klose Cheftrainer: Joachim Löw | Deutschland | Aufstellung Argentinien gegen Deutschland |
| Argentinien                                              | 0:1 Müller (3.) 0:2 Klose (67.) 0:3 Friedrich (74.) 0:4 Klose (89.) | | Deutschland | Aufstellung Argentinien gegen Deutschland |
| Argentinien                                              | Otamendi (11.), Mascherano (80.) | Müller (35.) | Deutschland | Aufstellung Argentinien gegen Deutschland |
| Argentinien                                              | Spieler des Spiels: Schweinsteiger (Deutschland) | | Deutschland | Aufstellung Argentinien gegen Deutschland |
| 3. Viertelfinale                                         | | |             |                                           |
| 3. Juli 2010 um 16:00 Uhr in Kapstadt (Kapstadt-Stadion) | | |             |                                           |
| Zuschauer: 64.100                                        | | |             |                                           |
| Schiedsrichter: Ravshan Ermatov ( Usbekistan)            | | |             |                                           |
| Spielbericht                                             | | |             |                                           |

### Paraguay – Spanien 0:1 (0:0)
Die erste Halbzeit des letzten Viertelfinals wurde vom Favoriten Spanien dominiert, ohne dass die spanische Mannschaft gegen die kompakte Abwehr Paraguays zu zwingenden Aktionen gekommen wäre. So ergab sich „ein eher langweiliges Spiel. Beide Mannschaften agierten nervös und hatten Angst vor einem frühen Rückstand.“ Die beste Chance vor der Pause hatten die Südamerikaner: Nach einem schnellen Gegenstoß brachte Nelson Valdez den Ball im spanischen Tor unter, der Treffer wurde ihm aber wegen einer passiven Abseitsstellung Cardozos aberkannt – was überwiegend als für Spanien glückliche Fehlentscheidung kommentiert wurde.
Nach der Pause gab es die aktivste Phase des Spiels. Gerard Piqué hielt in der 57. Minute bei einer Standardsituation im eigenen Strafraum Óscar Cardozo am Arm fest. Den fälligen Elfmeter für Paraguay vergab der Gefoulte. Fast im direkten Gegenzug brach dann David Villa in den paraguayischen Strafraum durch, wo er zu Boden ging, als Antolín Alcaraz ihm von hinten an die Schulter griff. Xabi Alonso verwandelte den folgenden Strafstoß, aber weil seine Landsleute zu früh in den Strafraum gelaufen waren, musste er den Strafstoß wiederholen. Diesmal parierte Justo Villar den Schuss und den Nachschuss, bei dem der Schiedsrichter ein Foul von Torwart Villar an einem Spanier im Getümmel vor dem Tor nicht ahndete. Auch der Elfmeter für Paraguay hätte wegen zu früh in den Strafraum laufender Spieler wiederholt werden müssen, dies geschah aber nicht.
In der Folge dominierte wieder Spanien das Spiel, die Chancen blieben aber nach wie vor schwach. Erst in der 83. Minute gelang Andrés Iniesta der Durchbruch: Er spielte den frei stehenden Pedro an, dessen Schuss landete am Pfosten, von da sprang der Ball zu Villa, der ein sogenanntes Billardtor erzielte: Vom rechten Pfosten ging der Ball an den linken Pfosten und von da ins Netz. Paraguays Torwart war damit erstmals seit 409 Minuten bezwungen. Kurz vor Schluss hatte Paraguay dann noch eine Ausgleichschance, als Torhüter Iker Casillas einen strammen Schuss auf sein Tor nach vorne abprallen ließ, dann aber herauslief, so dass der frei stehende Roque Santa Cruz den Ball nicht an ihm vorbeibrachte.
| Paraguay                                                       | Paraguay | Spanien | Spanien | Aufstellung                        |
| -------------------------------------------------------------- | --- | --- | ------- | ---------------------------------- |
| Paraguay                                                       | \| 4. Viertelfinale \| \| 3. Juli 2010 um 20:30 Uhr in Johannesburg (Ellis-Park-Stadion) \| \| Zuschauer: 55.359 \| \| Schiedsrichter: Carlos Batres ( Guatemala) \| \| Spielbericht \| | \| 4. Viertelfinale \| \| 3. Juli 2010 um 20:30 Uhr in Johannesburg (Ellis-Park-Stadion) \| \| Zuschauer: 55.359 \| \| Schiedsrichter: Carlos Batres ( Guatemala) \| \| Spielbericht \|                                                             | Spanien | Aufstellung Paraguay gegen Spanien |
| Paraguay                                                       | Justo Villar – Darío Verón, Paulo da Silva, Antolín Alcaraz, Claudio Morel – Julio César Cáceres (84. Lucas Barrios) – Jonathan Santana, Édgar Barreto (64. Enrique Vera), Cristian Riveros – Nelson Valdez (72. Roque Santa Cruz), Óscar Cardozo Cheftrainer: Gerardo Martino ( Argentinien) | Iker Casillas – Sergio Ramos, Gerard Piqué, Carles Puyol (84. Carlos Marchena), Joan Capdevila – Sergio Busquets – Andrés Iniesta, Xavi, Xabi Alonso (75. Pedro) – David Villa, Fernando Torres (56. Cesc Fàbregas) Cheftrainer: Vicente del Bosque | Spanien | Aufstellung Paraguay gegen Spanien |
| Paraguay                                                       | 0:1 Villa (83.) | | Spanien | Aufstellung Paraguay gegen Spanien |
| Paraguay                                                       | Cáceres (59.), Alcaraz (59.), Morel (71.), Santana (88.) | Piqué (57.), Busquets (63.) | Spanien | Aufstellung Paraguay gegen Spanien |
| Paraguay                                                       | Casillas hält Elfmeter von Cardozo (59.) | Villar hält Elfmeter von Alonso (62.) | Spanien | Aufstellung Paraguay gegen Spanien |
| Paraguay                                                       | Spieler des Spiels: Iniesta (Spanien) | | Spanien | Aufstellung Paraguay gegen Spanien |
| 4. Viertelfinale                                               | | |         |                                    |
| 3. Juli 2010 um 20:30 Uhr in Johannesburg (Ellis-Park-Stadion) | | |         |                                    |
| Zuschauer: 55.359                                              | | |         |                                    |
| Schiedsrichter: Carlos Batres ( Guatemala)                     | | |         |                                    |
| Spielbericht                                                   | | |         |                                    |

## Halbfinale

### Uruguay – Niederlande 2:3 (1:1)
Gegen die Uruguayer, die vor allem auf ihre starke Defensive setzten, taten sich die Niederländer in der ersten Halbzeit schwer. Nur eine halbwegs gefährliche Torchance gab es in der Anfangsviertelstunde durch Dirk Kuyt. Dann wagte Abwehrspieler Giovanni van Bronckhorst in der 18. Minute einen Fernschuss aus 37 Metern, der genau ins lange Eck passte und die Niederländer in Führung brachte. Danach entwickelte sich ein offeneres Spiel, ohne dass die Niederlande wesentlich torgefährlicher wurden. Stattdessen nahmen die Vorstöße der Uruguayer zu, die jedoch auch nicht gefährlich vor das Tor kamen. Aber als sich dem besten uruguayischen Stürmer Diego Forlán die Chance für einen Distanzschuss bot, nutzte er diese und überwand den nicht ganz glücklich aussehenden Torhüter Maarten Stekelenburg zum unerwarteten Ausgleich.
In der zweiten Halbzeit kam mit der Hereinnahme von Rafael van der Vaart mehr Druck ins niederländische Angriffsspiel, Chancen blieben aber weiterhin Mangelware. In der 70. Minute wagte der Toptorschütze der Oranjes Wesley Sneijder einen Schuss flach aufs Tor. Dabei hatte er Glück, dass der Uruguayer Maximiliano Pereira den Ball genau ins Eck abfälschte und zudem ein in abseitsverdächtiger Position stehender Niederländer Torwart Fernando Muslera irritierte, sodass dieser den erneuten Rückstand der Südamerikaner nicht verhindern konnte. Nur drei Minuten später musste er erneut hinter sich greifen, als Arjen Robben nach einer mustergültigen Flanke von Kuyt den Ball zum 3:1 per Kopf präzise ins Eck platzierte.
Nach diesem Doppelschlag gaben sich die Uruguayer nicht geschlagen und gingen in die Offensive. Zwar konnten sie einigen Druck aufbauen, aber erst nach Ende der regulären Spielzeit gelang Pereira der Anschluss. Danach ergaben sich noch dramatische Nachspielminuten, in denen die Uruguayer ein Powerplay aufzogen und den Ball mehrfach gefährlich vor das niederländische Tor brachten, doch letztlich hielt die Niederlande den Sieg fest und zog in das WM-Endspiel ein.
| Uruguay                                                  | Uruguay | Niederlande | Niederlande | Aufstellung                           |
| -------------------------------------------------------- | --- | --- | ----------- | ------------------------------------- |
| Uruguay                                                  | \| 1. Halbfinale \| \| 6. Juli 2010 um 20:30 Uhr in Kapstadt (Kapstadt-Stadion) \| \| Zuschauer: 62.479 \| \| Schiedsrichter: Ravshan Ermatov ( Usbekistan) \| \| Spielbericht \|                                                                                    | \| 1. Halbfinale \| \| 6. Juli 2010 um 20:30 Uhr in Kapstadt (Kapstadt-Stadion) \| \| Zuschauer: 62.479 \| \| Schiedsrichter: Ravshan Ermatov ( Usbekistan) \| \| Spielbericht \|                                                                                            | Niederlande | Aufstellung Uruguay gegen Niederlande |
| Uruguay                                                  | Fernando Muslera – Maximiliano Pereira, Diego Godín, Mauricio Victorino, Martín Cáceres – Diego Pérez, Walter Gargano, Egidio Arévalo Ríos, Álvaro Pereira (78. Sebastián Abreu) – Edinson Cavani, Diego Forlán (84. Sebastián Fernández) Cheftrainer: Óscar Tabárez | Maarten Stekelenburg – Khalid Boulahrouz, John Heitinga, Joris Mathijsen, Giovanni van Bronckhorst – Mark van Bommel, Demy de Zeeuw (46. Rafael van der Vaart) – Arjen Robben (89. Eljero Elia), Wesley Sneijder, Dirk Kuyt – Robin van Persie Cheftrainer: Bert van Marwijk | Niederlande | Aufstellung Uruguay gegen Niederlande |
| Uruguay                                                  | 1:1 Forlán (41.) 2:3 M. Pereira (90.+2') | 0:1 van Bronckhorst (18.) 1:2 Sneijder (70.) 1:3 Robben (73.) | Niederlande | Aufstellung Uruguay gegen Niederlande |
| Uruguay                                                  | Maximiliano Pereira (21.), Cáceres (29.) | Sneijder (29.), Boulahrouz (78.), van Bommel (90.+5') | Niederlande | Aufstellung Uruguay gegen Niederlande |
| Uruguay                                                  | Das 1:3 war das 2.200. WM-Tor | | Niederlande | Aufstellung Uruguay gegen Niederlande |
| Uruguay                                                  | Spieler des Spiels: Sneijder (Niederlande) | | Niederlande | Aufstellung Uruguay gegen Niederlande |
| 1. Halbfinale                                            | | |             |                                       |
| 6. Juli 2010 um 20:30 Uhr in Kapstadt (Kapstadt-Stadion) | | |             |                                       |
| Zuschauer: 62.479                                        | | |             |                                       |
| Schiedsrichter: Ravshan Ermatov ( Usbekistan)            | | |             |                                       |
| Spielbericht                                             | | |             |                                       |

### Deutschland – Spanien 0:1 (0:0)
Die spanische Mannschaft hatte von Spielbeginn an mehr Ballbesitz als die deutsche. Trotz einiger guter Möglichkeiten für Spanien blieb das Spiel bis zur Halbzeit torlos. In der gesamten ersten Hälfte konnte sich die deutsche Mannschaft keine nennenswerte Torchance erarbeiten, da es ihnen nicht gelang, ihren Angriffsfußball der vorherigen Spiele auch gegen Spanien zu etablieren. Die vergleichsweise gut stehende deutsche Defensive vereitelte allerdings vorerst auch die meisten spanischen Angriffe.
Auch im zweiten Spielabschnitt konnte die deutsche Mannschaft dem spielerischen Übergewicht im Mittelfeld wenig entgegensetzen. Nach zwei Großchancen der Spanier durch Pedro und David Villa (59.) und der ersten größeren Möglichkeit für Deutschland durch Toni Kroos (70.) fiel das entscheidende Tor für die spanische Mannschaft in der 73. Minute nach einem Eckball von der linken Seite. Innenverteidiger Carles Puyol köpfte den Ball unbedrängt in das deutsche Tor. Deutschland versuchte in der Schlussphase mit langen Pässen in den spanischen Strafraum noch zum Torerfolg zu kommen, blieb aber ohne Erfolg. Vielmehr hätte die spanische Mannschaft mit einem aussichtsreichen Konter durch Pedro (83.) eine frühzeitige Entscheidung erzielen können.
| Deutschland                                                 | Deutschland | Spanien | Spanien | Aufstellung                           |
| ----------------------------------------------------------- | --- | --- | ------- | ------------------------------------- |
| Deutschland                                                 | \| 2. Halbfinale \| \| 7. Juli 2010 um 20:30 Uhr in Durban (Moses-Mabhida-Stadion) \| \| Zuschauer: 60.960 \| \| Schiedsrichter: Viktor Kassai ( Ungarn) \| \| Spielbericht \|                                                                                        | \| 2. Halbfinale \| \| 7. Juli 2010 um 20:30 Uhr in Durban (Moses-Mabhida-Stadion) \| \| Zuschauer: 60.960 \| \| Schiedsrichter: Viktor Kassai ( Ungarn) \| \| Spielbericht \|                                                                       | Spanien | Aufstellung Deutschland gegen Spanien |
| Deutschland                                                 | Manuel Neuer – Philipp Lahm , Arne Friedrich, Per Mertesacker, Jérôme Boateng (52. Marcell Jansen) – Sami Khedira (81. Mario Gómez), Bastian Schweinsteiger – Piotr Trochowski (62. Toni Kroos), Mesut Özil, Lukas Podolski – Miroslav Klose Cheftrainer: Joachim Löw | Iker Casillas – Sergio Ramos, Gerard Piqué, Carles Puyol, Joan Capdevila – Sergio Busquets, Xabi Alonso (90.+3' Carlos Marchena) – Andrés Iniesta, Xavi, Pedro (86. David Silva) – David Villa (81. Fernando Torres) Cheftrainer: Vicente del Bosque | Spanien | Aufstellung Deutschland gegen Spanien |
| Deutschland                                                 | 0:1 Puyol (73.) | | Spanien | Aufstellung Deutschland gegen Spanien |
| Deutschland                                                 | Spieler des Spiels: Xavi (Spanien) | | Spanien | Aufstellung Deutschland gegen Spanien |
| 2. Halbfinale                                               | | |         |                                       |
| 7. Juli 2010 um 20:30 Uhr in Durban (Moses-Mabhida-Stadion) | | |         |                                       |
| Zuschauer: 60.960                                           | | |         |                                       |
| Schiedsrichter: Viktor Kassai ( Ungarn)                     | | |         |                                       |
| Spielbericht                                                | | |         |                                       |

## Spiel um Platz 3

### Uruguay – Deutschland 2:3 (1:1)
Es entwickelte sich von Beginn an eine offene Partie um den dritten Platz, die in der Anfangsphase von der deutschen Mannschaft dominiert wurde. In der 19. Minute wagte Bastian Schweinsteiger einen Schuss aus großer Entfernung aufs Tor, der uruguayische Torhüter Fernando Muslera ließ den Ball nach vorne abprallen und Thomas Müller, der dem Schuss hinterhergelaufen war, konnte zu seinem fünften WM-Tor abstauben. Danach übernahm Uruguay zunehmend die Initiative und erspielte sich selbst Torchancen. In der Vorwärtsbewegung verlor Schweinsteiger den Ball an Diego Pérez, wodurch plötzlich die Uruguayer in Überzahl vor dem deutschen Tor standen und durch Edinson Cavani ausgleichen konnten. Danach behielten die Südamerikaner den Druck aufrecht, bis zur Pause blieb es aber beim Unentschieden.
In der zweiten Halbzeit setzte sich die wechselvolle Partie fort und in der 51. Minute ging Uruguay in Führung: Diego Forlán verwandelte eine Direktabnahme als Aufsetzer vorbei an seinem Gegenspieler Per Mertesacker und ließ Torhüter Hans Jörg Butt keine Chance. Es war ebenfalls das fünfte Tor für Forlán bei der WM. Deutschland nahm nun das Spiel in die Hand und drängte umgehend auf den Ausgleich. Bereits fünf Minuten später köpfte Marcell Jansen den Ausgleich unter erneuter Mithilfe von Torhüter Muslera, der an der Hereingabe vorbeisprang. Danach setzten die deutschen Spieler die Uruguayer fortwährend unter Druck und kamen zu weiteren Chancen. In der 82. Minute war es schließlich Sami Khedira, der nach einem Eckball an den abgewehrten Ball kam und ihn gezielt ins lange Eck köpfen konnte. Die Uruguayer hatten nicht mehr viel entgegenzusetzen; vielmehr hatten die Deutschen noch weitere Chancen insbesondere durch den eingewechselten Stefan Kießling. In der Schlussminute gab es auf der anderen Spielfeldseite noch einmal eine große Möglichkeit, doch Forlán setzte einen Freistoß von der Strafraumgrenze an die Querlatte. Es blieb beim 3:2-Sieg und damit dem dritten Turnierplatz für die deutsche Nationalmannschaft.
| Uruguay                                                                   | Uruguay | Deutschland | Deutschland | Aufstellung                           |
| ------------------------------------------------------------------------- | --- | --- | ----------- | ------------------------------------- |
| Uruguay                                                                   | \| Spiel um Platz 3 \| \| 10. Juli 2010 um 20:30 Uhr in Port Elizabeth (Nelson-Mandela-Bay-Stadion) \| \| Zuschauer: 36.254 \| \| Schiedsrichter: Benito Archundia ( Mexiko) \| \| Spielbericht \|                                             | \| Spiel um Platz 3 \| \| 10. Juli 2010 um 20:30 Uhr in Port Elizabeth (Nelson-Mandela-Bay-Stadion) \| \| Zuschauer: 36.254 \| \| Schiedsrichter: Benito Archundia ( Mexiko) \| \| Spielbericht \|                                                             | Deutschland | Aufstellung Uruguay gegen Deutschland |
| Uruguay                                                                   | Fernando Muslera – Jorge Fucile, Diego Lugano , Diego Godín, Martín Cáceres – Maxi Pereira, Diego Pérez (77. Walter Gargano), Egidio Arévalo Ríos, Edinson Cavani (88. Sebastián Abreu) – Luis Suárez, Diego Forlán Cheftrainer: Óscar Tabárez | Hans Jörg Butt – Jérôme Boateng, Arne Friedrich, Per Mertesacker, Dennis Aogo – Sami Khedira, Bastian Schweinsteiger – Thomas Müller, Mesut Özil (90.+1' Serdar Tasci), Marcell Jansen (81. Toni Kroos) – Cacau (73. Stefan Kießling) Cheftrainer: Joachim Löw | Deutschland | Aufstellung Uruguay gegen Deutschland |
| Uruguay                                                                   | 1:1 Cavani (28.) 2:1 Forlán (51.) | 0:1 Müller (19.) 2:2 Jansen (56.) 2:3 Khedira (82.) | Deutschland | Aufstellung Uruguay gegen Deutschland |
| Uruguay                                                                   | Pérez (61.) | Aogo (5.), Cacau (7.), Friedrich (90.+2') | Deutschland | Aufstellung Uruguay gegen Deutschland |
| Uruguay                                                                   | Spieler des Spiels: Müller (Deutschland) | | Deutschland | Aufstellung Uruguay gegen Deutschland |
| Spiel um Platz 3                                                          | | |             |                                       |
| 10. Juli 2010 um 20:30 Uhr in Port Elizabeth (Nelson-Mandela-Bay-Stadion) | | |             |                                       |
| Zuschauer: 36.254                                                         | | |             |                                       |
| Schiedsrichter: Benito Archundia ( Mexiko)                                | | |             |                                       |
| Spielbericht                                                              | | |             |                                       |

## Finale

### Niederlande – Spanien 0:1 n. V.
Im Finale konnte sich die spanische Mannschaft gegen die Niederländer nach Verlängerung durchsetzen.
Das Spiel war von Härte geprägt (13 gelbe und eine gelb-rote Karte) und wurde oft wegen Foulspiels unterbrochen. Ein Kung-Fu-Tritt des Niederländers Nigel de Jong gegen Spaniens Xabi Alonso hätte eigentlich einen Platzverweis nach sich ziehen müssen, wie Schiedsrichter Webb später einräumte. Einer der wenigen spielerischen Höhepunkte der ersten Hälfte war eine Kopfballchance des spanischen Außenverteidigers Sergio Ramos in der 5. Minute.
Nach der Halbzeitpause wurde das Spiel attraktiver. Der Niederländer Arjen Robben hatte in der 62. Minute durch einen Sololauf die Chance zur Führung für seine Mannschaft, aber Iker Casillas parierte. Auch David Villa hatte eine Großchance, doch der Spanier konnte den Ball trotz kurzer Distanz nicht im Tor unterbringen (69.).
In der Verlängerung versuchten die Spanier, durch Kombinationsfußball zum Torerfolg zu kommen, während die Niederländer hauptsächlich durch Konterangriffe gefährlich wurden. Das entscheidende Tor fiel erst, nachdem der Niederländer John Heitinga nach seiner zweiten gelben Karte des Spielfelds verwiesen worden war (109.). In der 116. Minute vollendete Andrés Iniesta eine Kombination in Strafraumnähe zu seinem zweiten Turniertor und dem letztlich spielentscheidenden Treffer. Nach dem Tor protestierten niederländische Spieler, weil der Torschütze bei der vorhergehenden Flanke von Fernando Torres im Abseits gestanden hätte. Jedoch griff Iniesta in dieser Situation nicht ins Spiel ein; vielmehr passte Rafael van der Vaart mit seinem Abwehrversuch unfreiwillig auf Cesc Fàbregas, der den Ball auf den inzwischen nicht mehr im Abseits stehenden Iniesta spielte. Letzterer wurde zum Man of the Match benannt und Spanien konnte durch das 1:0 n. V. erstmals in seiner Geschichte den Fußball-Weltmeister-Titel erringen.
| Niederlande                                              | Niederlande | Spanien | Spanien | Aufstellung                           |
| -------------------------------------------------------- | --- | --- | ------- | ------------------------------------- |
| Niederlande                                              | \| Finale \| \| 11. Juli 2010 um 20:30 Uhr in Johannesburg (Soccer City) \| \| Zuschauer: 84.490 \| \| Schiedsrichter: Howard Webb ( England) \| \| Spielbericht \| | \| Finale \| \| 11. Juli 2010 um 20:30 Uhr in Johannesburg (Soccer City) \| \| Zuschauer: 84.490 \| \| Schiedsrichter: Howard Webb ( England) \| \| Spielbericht \|                                                                              | Spanien | Aufstellung Niederlande gegen Spanien |
| Niederlande                                              | Maarten Stekelenburg – Gregory van der Wiel, John Heitinga, Joris Mathijsen, Giovanni van Bronckhorst (105. Edson Braafheid) – Mark van Bommel, Nigel de Jong (99. Rafael van der Vaart) – Arjen Robben, Wesley Sneijder, Dirk Kuyt (71. Eljero Elia) – Robin van Persie Cheftrainer: Bert van Marwijk | Iker Casillas – Sergio Ramos, Gerard Piqué, Carles Puyol, Joan Capdevila – Sergio Busquets, Xabi Alonso (87. Cesc Fàbregas) – Andrés Iniesta, Xavi, Pedro (60. Jesús Navas) – David Villa (106. Fernando Torres) Cheftrainer: Vicente del Bosque | Spanien | Aufstellung Niederlande gegen Spanien |
| Niederlande                                              | 0:1 Iniesta (116.) | | Spanien | Aufstellung Niederlande gegen Spanien |
| Niederlande                                              | van Persie (15.), van Bommel (22.), de Jong (28.), van Bronckhorst (54.), Heitinga (57.), Robben (84.), van der Wiel (111.), Mathijsen (117.) | Puyol (16.), Ramos (23.), Capdevila (67.), Iniesta (118.), Xavi (120.+1') | Spanien | Aufstellung Niederlande gegen Spanien |
| Niederlande                                              | Heitinga (109.) | | Spanien | Aufstellung Niederlande gegen Spanien |
| Niederlande                                              | Spieler des Spiels: Iniesta (Spanien) | | Spanien | Aufstellung Niederlande gegen Spanien |
| Finale                                                   | | |         |                                       |
| 11. Juli 2010 um 20:30 Uhr in Johannesburg (Soccer City) | | |         |                                       |
| Zuschauer: 84.490                                        | | |         |                                       |
| Schiedsrichter: Howard Webb ( England)                   | | |         |                                       |
| Spielbericht                                             | | |         |                                       |

| Pressestimmen zum Finale der WM 2010 „Winiesta! Spätes Tor von Andrés macht Weltmeisterschaft für die Spanier klar.“ – The Sun, England „Olé! Spanien ist Weltmeister! Nur Schweiz schlägt Iniesta und Co.“ – Blick, Schweiz „Drittes Trauma für Oranje. Die WM in Südafrika geht für die Niederlande in die Geschichte ein als das dritte Fußballtrauma. Nach 1974 gegen Deutschland und 1978 gegen Argentinien ging es diesmal gegen Spanien schief.“ – Telegraaf, Niederlande „Nach einem blutrünstigen Abend in Soccer City hing der WM-Titel für die Niederlande noch ein bisschen zu hoch.“ – Volkskrant, Niederlande „Iniesta stürzt Oranje und die ganze Niederlande in tiefe Trauer.“ – Algemeen Dagblad, Niederlande «Champions, Champions!!!» – Marca, Spanien „Fußball ist Krieg – Spanien ist Weltmeister. Spanien siegte verdient in einem dramatischen, chancenreichen und vor allem brutalen Endspiel durch einen Treffer von Iniesta in der Nachspielzeit.“ – Die Presse, Österreich „Es war ein wahres Finaldrama zum Abschluss dieser WM.“ – Der Spiegel, Deutschland |